# 神戸市立糀台小学校
神戸市立糀台小学校（こうべしりつ こうじだいしょうがっこう）は、兵庫県神戸市西区糀台三丁目にある公立小学校。

## 沿革
- 1982年 - 開校。
- 1985年 - 神戸市立狩場台小学校を分離。

## 教育方針
教育目標
- 一人一人を人間性豊かな子に育てる[1]

## 校区
出典
- 神戸市西区
  - 糀台（1 - 6丁目）

## 校区内の主な施設
- 神戸市立櫨谷中学校（進学先中学校）
- 西神中央公園

## 交通
- 神戸市営地下鉄西神・山手線 西神中央駅から徒歩7分

## 通学区域が隣接している学校
- 神戸市立狩場台小学校
- 神戸市立櫨谷小学校
- 神戸市立竹の台小学校
- 神戸市立美賀多台小学校
- 神戸市立高和小学校